# Telmatoscopus decussatus
Telmatoscopus decussatus är en tvåvingeart som beskrevs av Quate 1967. Telmatoscopus decussatus ingår i släktet Telmatoscopus och familjen fjärilsmyggor. Inga underarter finns listade i Catalogue of Life.